# Испаноамериканский модернизм

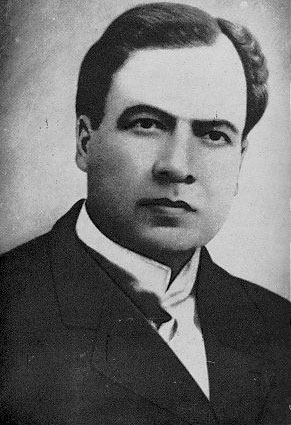
Творчество Рубена Дарио считается классическим примером работ испаноамериканского модернизма

Испаноамериканский модернизм (исп. modernismo hispanoamericano) — специфическое для культуры Латинской Америки течение, обозначившееся на рубеже XIX—XX веков. Типологически соотносится с эстетикой западноевропейского искусства «ар нуво» и настроениями испанского «Поколения 98 года».
Яркими представителями течения считаются Рубен Дарио, Хосе Марти, Леопольдо Лугонес, Хосе Асунсьон Сильва, Хулиан дель Касаль, Мануэль Гонсалес Прада и Дельмира Агустини.

## Истоки и история развития
Испаноамериканский модернизм был порождён своего рода этнокультурным телеологизмом, стремлением к самообретению и самоутверждению, жаждой компенсировать неполноту национального бытия, которая воспринималась особенно остро на фоне западной онтологической состоятельности и смыслооформленности.
Находясь на пересечении многих идейно-художественных орбит своего времени — романтизма‚ символизма, парнасства и т. д. — испаноамериканский модернизм совокупно ассимилировал разнородные литературные формы с целью выработки собственной культурной индивидуальности Латинской Америки.
В результате интеграции идей и языков культур испаноамериканский модернизм вырабатывает собственную философию истории, рефлективно выраженной в творчестве Х. Марти и Х. Э. Родо.
Примечательно, что, будучи культурно многослойным образованием, и при этом тяготея к универсальному синтезу, испаноамериканский модернизм принципиально не органичен. Противоборствующие тенденции наличествуют в идеологическом комплексе испаноамериканского модернизма, по-разному проявляясь в творчестве разных его представителей‚ что позволяло критикам разносить их по разные стороны общественной и национальной проблематики.
Испаноамериканский модернизм представлял собой движение континентального масштаба, но динамика его развития, с учётом национальных и региональных особенностей стран Латинской Америки, была неравномерной.
Некоторые страны — Эквадор, Перу — в силу исторических обстоятельств позднее других включились в общее движение.
Другие — как это было в случае с Никарагуа — рождали поэта наднационального уровня (Дарио).
Третьи — как Уругвай — успешно развивая национальный модернизм, выдвигали в то же время фигуру континентального масштаба — Родо.
Наконец Куба имела и свою школу модернизма, и своего национального гения, который развивал глубинные традиции кубинизма и американизма — Марти.
Сам тип поэта-модерниста был универсален, заключал в себе код универсализма.
Национализм творцов испаноамериканского модернизма носил панамериканский характер, позволявший им, во-первых, ощущать себя как некую особую цивилизационную общность, а во-вторых, соотносить эту общность с большим миром.
В литературной жизни Латинской Америки слово «модернизм» появилось с лёгкой руки великого никарагуанского поэта Рубена Дарио (1867—1916)‚ потребовавшего в 1888 г. «абсолютного модернизма в выражении».
Дарио, которого больше всего обвиняли в «иностранщине», оказался, тем не менее, выразителем подлинной Америки — и по смешанности крови, и по богатой выразительности стиха, ставшим уникальным именно за счет заимствований, свойственным культурообразовательным процессам Латинской Америки, и по тезисному провозглашению «американизма».
Став названием движения, новая эстетика почти сразу же вызвала отпор со стороны ортодоксально настроенной критики. Испаноамериканскому модернизму современники ставили в вину подражательность‚ эстетизм‚ отрыв от национальной‚ а тем более социальной проблематики‚ космополитизм и прочие несомненно присущие его эстетике черты‚ которые в своем крайнем выражении впоследствии вылились в так называемый «рубендаризм».
В итоге по отношению к испаноамериканскому модернизму возобладала негативистская интерпретация, определяющая его как «специфически испанскую форму всемирного кризиса литературы и духа».
Со временем стала очевидной необходимость рассматривать данный феномен как закономерный этап общекультурного процесса Латинской Америки‚ имеющий типологические параллели в иных регионах.
Эстетика испаноамериканского модернизма во многом принадлежит художественной атмосфере европейского «конца века»‚ обозначенной многорядностью и одномоментностью бытования в культурном обиходе эпохи самых разных течений и направлений.
Царила атмосфера рубежности‚ актуализировавшая эсхатологически-мессианские умонастроения‚ оккультизм и мистику‚ а в то же время и восторженное ожидание грядущих перемен.

## Представители
Практика испаноамериканского модернизма подразумевает определённую художественную эволюцию. Провозвестниками новой эстетики были
- кубинцы Хосе Марти (1853—1895) и Хулиан дель Касаль (1863—1893),
- мексиканец Мануэль Гутьеррес Нахера (1859—1895).

Признанным вождём движения был уже упомянутый никарагуанец Рубен Дарио, опубликовавший в 1888 г. сборник стихов «Лазурь» («Azul»), одно название которого воспринималось как символ и знамя нового искусства.
С 1893 г. Дарио активно публикуется в авторитетной аргентинской газете «Насьон», где знакомит латиноамериканский мир с новейшими течениями мировой литературы, прежде всего — французской, что принесло ему незаслуженную славу «офранцуженного» поэта.
Однако следующий сборник Дарио — «Языческие псалмы» («Prosas profanas», 1896) — знаменовал появление подлинно индивидуальной, проникновенной поэтики.
С 1898 г. Дарио живёт в Европе, проведя 17 лет между Парижем и Мадридом. Его пребывание в Испании оказало огромное влияние на культурную жизнь страны. Последующие книги поэта — «Песни жизни и надежды» («Cantos de vida y esperanza», 1905), «Бродячая песнь», 1907) и другие отмечены глубоко экзистенциальным переживанием и в то же время прочувствованным американизмом.
Расцвет испаноамериканского модернизма пришёлся на 1900е гг., когда на сцену выходят
- боливиец Рикардо Хаймес Фрейре (1868—1933),
- аргентинец Леопольдо Лугонес (1874—1938),
- колумбийцы Хосе Асунсьон Сильва (1865—1896) и Г. Валенсиа (1879—1943),
- мексиканцы Хосе Хуан Таблада (1871—1945), А. Нерво (1870—1919), С. Диас Мирон (1853—1928) и М. Х. Отон (1858—1906).

Самыми крупными прозаиками, а также зачастую и поэтами, были
- колумбиец Х. М. Варгас Вила (1860—1933),
- венесуэлец М. Диас Родригес (1868—1927),
- гватемалец Э. Гомес Каррильо (1873—1927),
- перуанец К. Пальма (1872—1946),
- чилиец Перес Прадо (1886—1952).

Последний, так же, как и гватемалец Р. Аревало Мартинес (1884—1975), являются, скорее, продолжателями эстетики испаноамериканского модернизма.
Испаноамериканский модернизм, совершивший основные завоевания в области художественной формы на почве поэзии, первоначально заявил себя в прозе, вернее, в тех гибридных, поэтизированных формах, с которыми начинали экспериментировать Нахера и Марти.
Жанровые проявления модернизма включают в себя, помимо поэзии, новеллистический опыт, очень богатую эссеистику и синтезный жанр «хроник».

## Жанр «хроники»
В отличие от модернистских романа и рассказа с их слабо структурированной художественной формой подлинно органичным средством познания и выражения являлась «хроника», возникшая в типологическом русле объективистских зарисовок своей эпохи, но впитавшая в себя субъективистскую тягу нового поколения Латинской Америки к индивидуальному самовыражению.
Жажда усвоения мирового культурного опыта, стремление не отстать от времени порождали своего рода интеллектуальный номадизм, жадную культурную всеядность.
В стилевом отношении модернистские хроники («Хроники цвета розы», «Хроники цвета дождя», «Хроники цвета дыма» М. Гутьерреса Нахеры) в своей синестезии аналогичны импрессионистическому мировидению.

## Излет «высокого модернизма»
1900 г. ознаменован появлением эссе «Ариэль» Хосе Энрике Родо (1871—1917), в котором уругвайский мыслитель обосновал философско-эстетическую программу модернизма.
С этого момента начинается излёт высокого модернизма, хотя некоторые ведущие мастера будут активно творить ещё не один десяток лет.
Уход испаноамериканского модернизма с исторической арены произошёл под влиянием как имманентно присущих ему факторов, обусловивших его разложение изнутри, так и изменившихся социально-исторических обстоятельств в мировом масштабе, востребовавших иной тип художника и иной тип искусства.

## Оценка
Парадоксальным образом в испаноамериканском модернизме целям проявления собственной индивидуальности служил пресловутый модернистский космополитизм. Но космополитические устремления модернистов полнились особым смыслом. Космополитизм не только не исключал творческой индивидуальности поэта-модерниста‚ но‚ напротив‚ предполагал её выявление. «Мы — дети‚ жители, сограждане Космополиса‚ — писал в 1893 г. литературный и политический единомышленник Марти кубинский модернист М. де ла Крус. — Реалист‚ романтик‚ классик‚ натуралист‚ модернист‚ пессимист‚ оптимист‚ либерал‚ ретроград‚ умеренный или ещё какой-либо — что значит конфессия‚ школа или партийность. Нам довольно того‚ чтобы литератор обладал подлинной индивидуальностью‚ чтобы он был оригинальным и сообщал новизну способу выражения своих мыслей…» Модернистский космополитизм был именно способом проявления собственной индивидуальности‚ способом‚ характерным для той стадии культурной эволюции‚ которая выражает себя в социуме‚ только ещё вступающем на путь самопознания и самовыражения.
Итак‚ испаноамериканский модернизм возник на пересечении многих орбит своего времени‚ которому он обязан целым рядом своих характерологических особенностей. Но‚ вписываясь во всемирный типологический контекст‚ испаноамериканский модернизм обладает в то же время совершенно особенным духовным содержанием. Специфика модернизма прежде всего в том‚ что он не может рассматриваться как особая художественная система‚ подобно таким системам‚ как романтизм‚ символизм или даже модерн — самостоятельной эстетической системы он не составляет‚ хотя и несет в себе разительное качественное своеобразие. Данный феномен представляет собой сложную совокупность ряда систем и требует учёта‚ в первую очередь‚ двух специфических факторов.
Во-первых‚ бессистемное совмещение на одном этапе различных художественных систем обязано характерной для Латинской Америки как периферийного региона закономерности‚ когда общие‚ универсальные тенденции культурных процессов проявляются наряду с частными‚ индивидуально-национальными, причем стадиально различные явления выступают совокупно, в смешанном виде.
Во-вторых‚ — и это главное — здесь сказалась такая исключительно специфическая для латиноамериканской мысли особенность‚ как философский эклектизм. Причём следует сразу же оговорить‚ что было бы неверно видеть в эклектизме испаноамериканского модернизма типологическую параллель эклектике 1850—1870 гг. европейской культуры‚ оказавшейся на перепутье бесстилья. Принцип эклектизма‚ органично присущий латиноамериканской традиции самоосмысления‚ определяет наиболее характерные проявления латиноамериканской культуры на всем протяжении её истории.
Латиноамериканский эклектизм был (и остаётся) оборотной стороной извечной устремлённости к самоидентификации.
Возникает вопрос: можно ли говорить о системном явлении культуры, лишённом внутренней системной целостности? Но испаноамериканский модернизм, в соответствии с новой картиной мира, сложившейся к рубежу XIX—XX вв., и не мог претендовать на внутреннюю цельность. Общие тектонические сдвиги культуры, слом классических представлений о мире, утратившем свой центростремительный строй, породили новую парадигму, выдвинувшую в духовной сфере выдающийся ряд «кризисных» явлений, отмеченных иной аксиологией. Специфичность модернизма как сугубо испаноамериканского искусства в первом приближении может быть выявлена в том, что касается утопизма, традиционного для латиноамериканской философско-художественной мысли. В результате испаноамериканский модернизм, своеобразно интегрировавший универсальные и цивилизационно специфичные идеи, вырабатывает собственную философию историю‚ выразителями которой стали властители умов континентального масштаба кубинец Х. Марти‚ уругваец Х. Э. Родо‚ пуэрториканец Э. М. де Остос и др.
Таким образом‚ испаноамериканские модернисты оказываются носителями отнюдь не одного лишь кризисного мироощущения (впрочем‚ также входившего в их художественно-идеологическое сознание) — глубинным и основополагающим импульсом их деятельности было профетическое‚ жизнеустроительное‚ самосозидательное сознание‚ ощущение себя пророками нового мира‚ новой — отличной от западной — цивилизации.
Менялась картина мира: новое мироотношение лишало вертикальную схему бытия её традиционного статуса и полагало в основание новой картины мира децентрализацию мироустройства‚ соположенность разных схем‚ измерений‚ миров‚ точек зрения на равных условиях.
Образ мира представал как бы в сослагательном наклонении (впоследствии возобладавшем)‚ над утвердительной интонацией возобладала вопросительная‚ всеведущий авторский глас разделился на противоречивое многоголосие героев.
Множественность точек зрения‚ взаимоналожение смысловых полей‚ амбивалентность содержания‚ многостильность и поливариантность легли в основу эстетических принципов нового искусства.
Организующим началом искусства «ар нуво» в Европе выступал принцип театрализации жизни‚ понимания театра как высшей формы преобразования жизни; соответственно особый статус приобретала поэтика маски.
Но в испаноамериканском модернизме образ маски, выражая представление о взаимозаменяемости всех возможных обликов и образов субъекта культуры, означает возможность сдвигать все акценты и перебирать все тональности в поисках единственно верного, своего голоса.
Поиски смысла бытия, сомнение в его основах характеризовали европейское сознание конца века, охваченное сложным комплексом кризисного мироощущения. Но каким смыслом полнились знаки этого комплекса в Латинской Америке?
«Тени Сомнения все ещё омрачают наш дух», — писал Х. Э. Родо в эссе «Грядущий» (1896), — «Но Сомнение не означает для нас ни упадка сил, ни порочности мысли… ни даже порывов отчаяния или гордыни, свойственных великим бунтарям романтизма. Сомнение означает для нас страстное ожидание… смутное беспокойство, состоящее, по большей части, из жажды верить, что само по себе есть уже почти вера… Мы ожидаем, не зная кого».
Аналогичным образом, если у романтиков функция маски состоит в том, чтобы свидетельствовать о фатальной раздвоенности бытия; а в символистском и постсимволистском искусстве — обозначать трагический разлад личности с собственным «Я», то в поэтике испаноамериканского модернизма трактовка основополагающей для неё категории маски принципиально отлична. Выражая представление о взаимозаменяемости всех возможных обликов и вариантов самовыражения‚ маска означает возможность сдвигать все акценты и перебирать все тональности в поисках единственно верного‚ своего голоса. Поэтому творчество модернистов подчинено идее протеичности, метаморфности, принципу маски, которая в данном случае служит не для сокрытия своего Я, но, напротив, для его выявления и последующего утверждения.
Эстетика маски наиболее показательно представлена в творчестве Х. дель Касаля, жизненное поведение которого настолько соответствовало его эстетическим взглядам, что может выступать своеобразной модернистской парадигмой.
«Реальность для Касаля — это маска, маскарад», — писал Х. Лесама Лима, точно отметивший, что кубинский поэт предпочитал отказаться от женской красоты во плоти, поскольку для того, чтобы превратить женщину в объект своего восхищения, «он должен был переодеть её японкой и любоваться её отражениями в зеркальной галерее маскарада».
В этом описании — формула всей модернистской эстетики. Сознательно творил Касаль и маску собственного физического и психологического облика, производя на окружающих совершенно двойственное впечатление. Мрачный демонизм Касаля в его стихах был одной из его масок, в быту же её заменял аффектированный ориентализм, снискавший поэту славу космополита и эскаписта.
Ощущение всеобщей подвижки основ, вовлечённости в стремительный вихрь всемирного круговращения создавали новый образ мира, динамика которого воспринималась как всеохватная цикличность, некий вселенский серпантинный хоровод, ритмическая гармония, подчиняющая себе всё сущее. Этими обстоятельствами объясняется оперирование стихотворными циклами, ориентированными на осмысление континентальных реальностей.
Модернистская поэзия не довольствуется микропространством стихотворения — мышление грандиозными поэтическими сюжетами требует макропространства цикла с его широким эпическим дыханием.
Для эстетики испаноамериканского модернизма чрезвычайно показателен осознанный характер творчества, понимаемого как духовное усилие, подвиг, деяние; осознанность индивидуального жеста, рефлектирующее отношение к собственному творчеству, театрально-игровое поведение, направленное на выстраивание собственного достоверного облика.
Ролевое поведение, эстетика жизнетворчества подразумевали неосознанное стремление творческой личности к ощущению себя субъектом действия, хотя бы и в экстраполированном пространстве искусства.
Онтологический масштаб художественного мышления модернистов обусловливал создание грандиозных мифообразов; взывал либо к сотворению идеала (мифотворчество) духовным усилием, либо к претворению идеала в собственном мифологизируемом облике (жизнетворчество).
Культ индивидуальности‚ истовый поиск собственного «Я» становятся отличительной чертой испаноамериканского модернизма‚ жаждущего адекватного выражения американского бытия.
Стремление к этнокультурному самоопределению оформлялось в типичных для испаноамериканского модернизма мифообразах‚ выражавших представление об идеальном Герое‚ символе будущего человека.
Упования на новый идеал концентрировались в образе-символе Поэта‚ содержавшем специфически модернистскую апологию индивидуализма.
«Следует говорить не о „культе своего Я“‚ но о „культивировании своего я“» — так комментировал Х. А. Сильва трилогию М. Барреса «Культ Я».
Новое художественное сознание вобрало в себя и своеобразно претворило конкретную общественно-политическую проблематику‚ обозначившуюся было на начальных этапах творчества некоторых поэтов-модернистов‚ с тем чтобы перевести её в декоративно-мифологический образный строй‚ исключавший публицистическую одномерность.
Х. Э. Родо писал в эссе «Двойственность критики»: «Критик‚ склонный к вчувствованию‚ есть по преимуществу homo duplex‚ наиболее характерный образец типичного раскола личности или её двойственного облика».
Неизбежность двойственности личности‚ обретающей себя на путях искусства‚ Родо видел в осознанном и целенаправленном самоотождествлении её с художественным образом‚ отражающим иные способы и варианты мировосприятия. Однако в основном корпусе творчества модернистов осуществлялось не механическое заимствование‚ но парафрастическое обыгрывание‚ травестийное переворачивание культурной модели.
Приём художественного парафраза — вообще один из основных принципов функционирования латиноамериканской культуры.
Принцип травестийного парафраза был обусловлен самим фактом столкновения двух поликультурных миров, что обернулось для каждого из них вынужденной взаимоадаптацией и переводом чуждых реальностей на язык своей культуры.
Творческая и познавательная деятельность направлены здесь не на открытие и внедрение нового, но на создание собственного образа мира путем интеграции разнородных сколков мировой культуры и придания им иного смысла. При этом происходит смена знаков культуры в соответствии с собственным онтологическим кодом. Травестийный парафраз выступает как структурообразующий принцип на всех уровнях модернистской поэтики, в которой смысловой акцент оказывается сдвинут с логического центра на деталь, содержание переносится с субъекта на атрибут, самостоятельное значение обретает фон, атмосфера, способ ритмической, композиционной организации.
Испаноамериканский модернизм явился первым подлинно индивидуальным выражением самосознания Латинской Америки как своеобразной цивилизационной формации. Вместе с тем он способствовал процессу культурообмена между Старым и Новым Светом, в результате которого состоялась новая духовная интеграция двух миров, обязанная стремлению Америки к осознанию себя субъектом исторического бытия.